# Songs of Love and Hate
| 전문가 평가                       | 전문가 평가 |
| 평가 점수                         | 평가 점수   |
| 출처                              | 점수        |
| --------------------------------- | ----------- |
| AllMusic                          | [ 1 ]       |
| BBC                               | Favorable   |
| Christgau's Record Guide          | A–          |
| The Encyclopedia of Popular Music | [ 4 ]       |
| Pitchfork                         | 8.2/10      |
| Q                                 | [ 6 ]       |
| Rolling Stone                     | [ 7 ]       |
| Uncut                             | [ 8 ]       |

《Songs of Love and Hate》는 캐나다의 싱어송라이터 레너드 코언의 세 번째 스튜디오 음반이다. 밥 존스턴이 프로듀싱한 이 음반은 1971년 3월 19일, 컬럼비아 레코드를 통해 발매되었다.

## 녹음 및 구성
코언은 이전 음반인 《Songs from a Room》의 지휘봉을 잡았던 프로듀서 밥 존스턴과 재회했고, 코언의 새로운 후원 음악가 팀의 리더로 활동했던 기타리스트 론 코넬리우스를 다시 데려와 더 아미라는 이름을 붙였다. 이 음반은 1970년 9월 22일부터 26일 사이에 내슈빌의 컬럼비아 스튜디오 A에서 주로 녹음되었다. 1970년 8월 30일 아일오브와이트 페스티벌에서 녹음된 〈Sing Another Song, Boys〉가 있다. 추가 녹음은 런던의 트라이던트 스튜디오에서 이루어졌다. 이 음반의 제목은 주요 주제를 간략하게 묘사하고 있으며, 코언의 가장 유명한 곡들 중 하나인 〈Joan of Arc〉, 〈Avalanche〉, 〈Famous Blue Raincoat〉가 수록되어 있다. 코언의 전기작가 이라 나델은 1996년 책 《Various Positions》에서 〈Joan of Arc〉가 뉴욕의 첼시에서 쓰여졌으며, 〈Avalanche〉와 〈Dress Rehearsal Rag〉는 초기부터 쓰여졌으며, 〈Love Calls You By Your Name〉은 1967년이라고 불린 작은 노래라고 불렸다. "이름으로 부르려고 합니다. 1991년, 코언은 《스로트 컬쳐》 잡지에 "내 정신, 의도, 의지 등 모든 것이 무너지기 시작했기 때문에 그의 세 번째 음반 녹음은 그에게 힘든 시간이었다"고 밝혔다. 그래서 저는 깊고 긴 우울증에 빠졌습니다."

## 커버 아트
음반 소매 앞면에는 며칠 동안 수염이 자란 코언이 웃고 있는 흑백 사진이 드문드문 붙어 있다. 뒷면 커버에는 트랙 목록이 없으며, 코언의 짧은 시 "They Locked Up A Man"을 인용한다.
They locked up a man
Who wanted to rule the world
The fools
They locked up the wrong man

## 곡 목록
모든 곡들은 레너드 코언에 의해 작사/작곡하였다.
| #  | 제목                     | 재생 시간 |
| -- | ------------------------ | --------- |
| 1. | 〈Avalanche〉            | 5:01      |
| 2. | 〈Last Year's Man〉      | 6:02      |
| 3. | 〈Dress Rehearsal Rag〉  | 6:12      |
| 4. | 〈Diamonds in the Mine〉 | 3:52      |

| #  | 제목                                                                              | 재생 시간 |
| -- | --------------------------------------------------------------------------------- | --------- |
| 1. | 〈Love Calls You by Your Name〉                                                   | 5:44      |
| 2. | 〈Famous Blue Raincoat〉                                                          | 5:15      |
| 3. | 〈Sing Another Song, Boys (Live at the Isle of Wight Festival, August 31, 1970)〉 | 6:17      |
| 4. | 〈Joan of Arc〉                                                                   | 3:01      |

## 인증
| 국가                       | 인증 | 판매량/출하량 |
| -------------------------- | ---- | ------------- |
| 캐나다 (뮤직 캐나다)       | 골드 | 50,000^       |
| 전 세계 (IFPI)             | 빈칸 | 750,000+      |
| ^출하량을 기반으로 한 인증 |      |               |